# URBANO L03
URBANO L03（アルバーノ エルゼロサン）は、京セラによって日本国内向けに開発された、auブランドを展開するKDDIおよび沖縄セルラー電話の第3.5世代移動通信システム（au 3G(旧・CDMA 1X WIN)）、および第3.9世代移動通信システム（au 4G LTE）、第4世代移動通信システム（au 4G LTE CA/WiMAX2+）対応スマートフォンである。製造型番はKYY23。

## 概要
URBANO L02（KYY22）の事実上の後継機種。デザイン自体はそれを踏襲する形となっている。今回より本機と共に同時発表された同じ京セラ製のスマートフォンであるTORQUE G01（KYY24）同様、落下に強く割れにくい旭硝子（現・AGC）製の新素材強化ガラス「Dragontrail X」を用いた液晶パネルが採用され、従来モデルに対して堅牢性・耐衝撃性が若干向上している。また、URBANOシリーズとしては初めてクアッドコアプロセッサを搭載し、更にLTEのキャリアアグリケーション（LTE-Advanced）、およびWiMAX2+（WiMAX 2.1）にそれぞれ対応した。
バッテリーが取り外し不可のタイプに変更されたことで、従来は専用電池パックに交換することで対応していたQiは、パープルブラックのみ別途対応モデルが用意された。また、本機よりNTTドコモの登録商標「おくだけ充電」の名称を使うようになった。

## 搭載アプリ
- Skype
- Friends Note
- Foursquare
- きせかえtouch
- au Smart Sports Run&Walk
- au Smart Sports Karada Manager
- au Smart Sports Fitness
- au one GREE
- au one Brand Garden
- au one ショッピングモール
- au one モバオク
- au one ナビウォーク
- au one 助手席ナビ
- au one ニュースEX
- じぶん銀行
- Twitter for Android
- すぐ文字 for Android
- すぐこえ
- スカパー!プレミアムサービスLink（ダビング・視聴・とるダビ）対応

## その他機能
※PC向けWebブラウザが標準装備されている。携帯向けサイト(EZWeb)は他のスマートフォンやPCと同じく閲覧不可。
| 主な機能・対応サービス                                                  | 主な機能・対応サービス                                                        | 主な機能・対応サービス                                            | 主な機能・対応サービス        |
| ----------------------------------------------------------------------- | ----------------------------------------------------------------------------- | ----------------------------------------------------------------- | ----------------------------- |
| auウィジェット Webブラウザ                                              | LISMO! for Android LISMO WAVE ハイレゾ音源再生プレイヤー （最大192kHz/24bit） | おサイフケータイ NFC おくだけ充電（Qi） ※パープルブラックのみ設定 | ワンセグ DLNA/DTCP-IP         |
| au one メール PCメール Gmail EZwebメール                                | デコレーションメール デコレーションアニメ                                     | Friends Note                                                      | PCドキュメント                |
| au Smart Sports Run & Walk Karada Manager ゴルフ(web版) Fitness、歩数計 | GPS 方位計                                                                    | au oneナビウォーク au one助手席ナビ                               | au one ニュースEX au one GREE |
| かんたんメニュー じぶん銀行                                             | 緊急速報メール                                                                | Bluetooth                                                         | 無線LAN機能 (Wi-Fi)           |
| 赤外線通信                                                              | WIN HIGH SPEED au 4G LTE （CA対応） WiMAX2+                                   | グローバルパスポート                                              | auフェムトセル                |
| microSD microSDHC microSDXC                                             | モーションセンサー(6軸)                                                       | 防水 防塵                                                         | 簡易留守録 着信拒否設定       |

- 安心セキュリティパックはフル対応

## 沿革
- 2014年5月8日 - KDDI、および京セラより公式発表。
- 2014年5月11日 - 連邦通信委員会（FCC）を通過[6]。
- 2014年6月28日 - 全国にて一斉発売。当初は7月上旬の発売予定だったが、諸般の事情により発売予定日が前倒しとなった。